# Trasportatore elevatore lanciatore

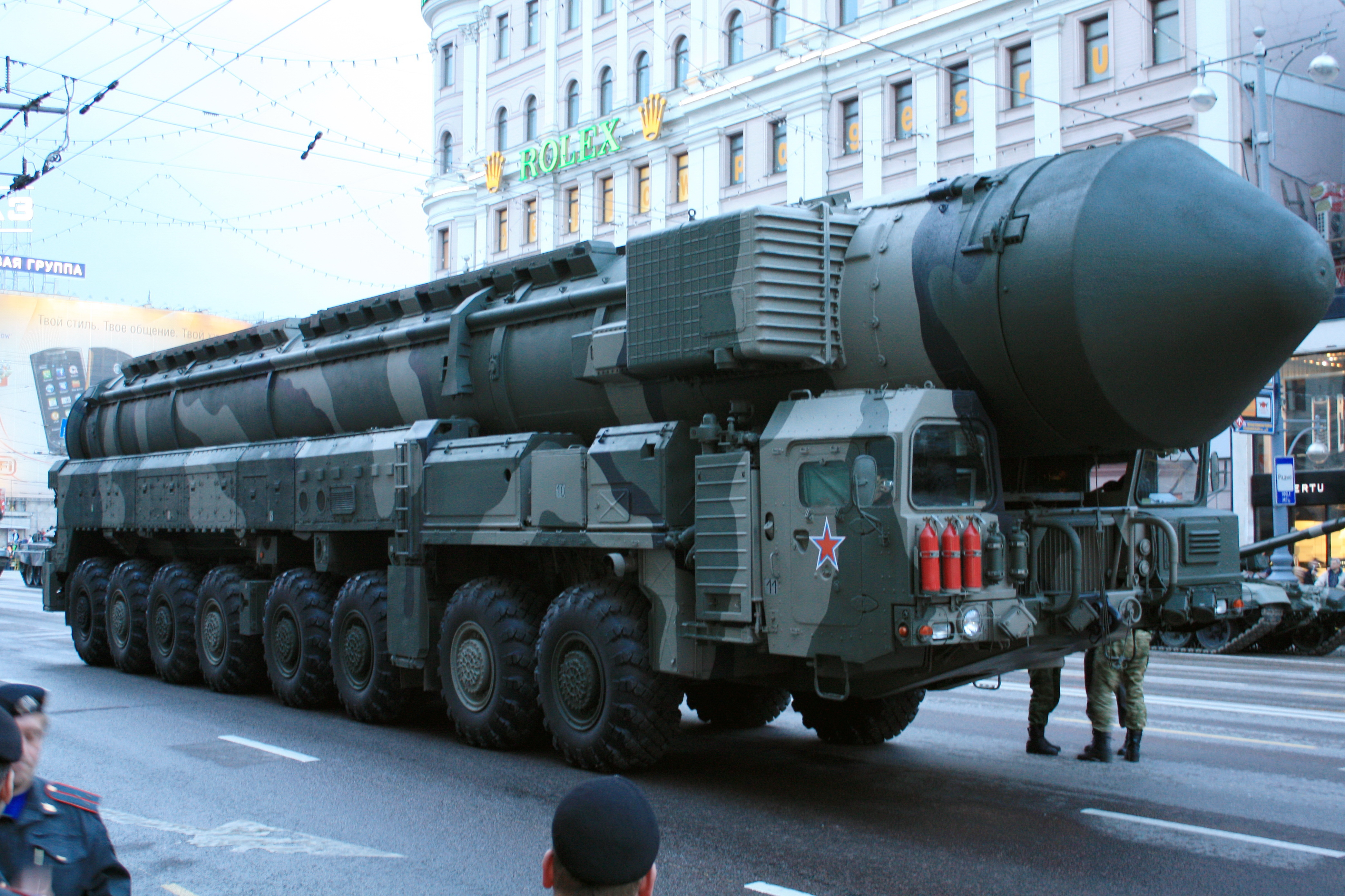
Un MZKT-79221, TEL russo sviluppato per il lancio del missile intercontinentale Topol-M

Il trasportatore elevatore lanciatore (TEL) è un veicolo militare progettato per trasportare, elevare e lanciare uno o più missili terra-aria o missili superficie-superficie.
Agli albori della missilistica, un'importante problematica per il lancio di questi missili era rappresentata dalla necessità di doverli trasportare con voluminosi veicoli verso i siti di lancio, che erano fissi. Ciò li rendeva vulnerabili agli attacchi dal momento che una volta scoperto il sito di lancio la loro rimozione richiedeva diverse ore e, nel caso di alcuni missili ICBM, anche diversi giorni.
I TEL sono quindi mezzi tipicamente ruotati, più raramente cingolati, che rispetto ai silos assicurano il vantaggio di essere molto più imprevedibili e difficili da scoprire per il nemico, e quindi da neutralizzare con l'aviazione o con missili da crociera. Il loro sviluppo ha spesso costituito una reale sfida ingegneristica dato che quelli destinati alla deterrenza nucleare devono poter trasportare e lanciare ICBM dal peso e dalle dimensioni notevolissime, fino alle 100 tonnellate e oltre i 20 metri di lunghezza. Nel caso dell'enorme mezzo sovietico MAZ-7907 per missili RT-23 si è arrivati ad adottare un sofisticatissimo sistema di propulsione costituito da una turbina a gas (dal carro armato T-80) che alimentava 24 motori elettrici per ognuna delle altrettante ruote motrici. Devono inoltre essere usati materiali refrattari che proteggano il TEL durante il lancio. I principali produttori sono l'azienda cinese Wanshan e la bielorussa MAZ.
Nel caso il TEL sia dotato anche di un sistema radar, si parla di trasportatore elevatore lanciatore con radar (TELAR). Incorporando parte o tutti i sistemi radar necessari per lanciare i missili, i sistemi TELAR hanno il vantaggio di poter operare da soli quando necessario, indipendentemente dalla presenza o dallo stato dei veicoli di supporto e di comando e controllo.
I grandi trasportatori per ICBM, nonostante gli altissimi costi derivanti dalla necessità di mantenerli costantemente armati, dispiegati e nascosti sul territorio con i rispettivi equipaggi, costituiscono ancora un assetto molto importante per la deterrenza nucleare di paesi come Russia, Cina e Corea del Nord. Gli Stati Uniti affidano invece questo tipo di compito soprattutto ai propri sottomarini lanciamissili balistici (SSBN), potendo contare sul totale controllo che la US Navy mantiene su larga parte degli oceani globali e non dovendo preoccuparsi dell'attraversamento di stretti o colli di bottiglia presidiati da altri per raggiungere il mare aperto. Mantenere parte della propria deterrenza strategica basata su TEL nel caso americano comporterebbe anche un elevato costo politico data la riluttanza dei cittadini ad accettare tali mezzi muoversi tra loro nel paese.
Sebbene la comunicazione con i sottomarini non sia immediata, anche i trasportatori lanciatori nascosti nel territorio hanno bisogno di tempo per prepararsi al lancio: entrambi rappresentano dunque efficaci sistemi soprattutto per lanciare attacchi di rappresaglia. Pure gli Stati Uniti mantengono sul suolo parte delle proprie testate nei silos, che completano la triade nucleare e possono lanciare con minor preavviso un attacco preventivo, caso in cui l'immobilità non rappresenta un problema. Nell’eventualità di un attacco subìto invece i silos sarebbero utili almeno per attirare su di sé una parte degli sforzi e delle attenzioni del nemico, distogliendoli dalle città e da altri obiettivi più preziosi e sensibili.

## Modelli
- Meillerwagen - Il primo TEL progettato (sebbene si tratti di un rimorchio). Era in grado di elevare e lanciare un missile V2.
- TA580/TAS5380
- Wanshan WS51200
- Pinaka
- MAZ-543
- MAZ-7917
- MAZ-7907
- MZKT-79221
- S-300
- S-400
- M270 Multiple Launch Rocket System
- ASTROS
- SPYDER

## Galleria d'immagini

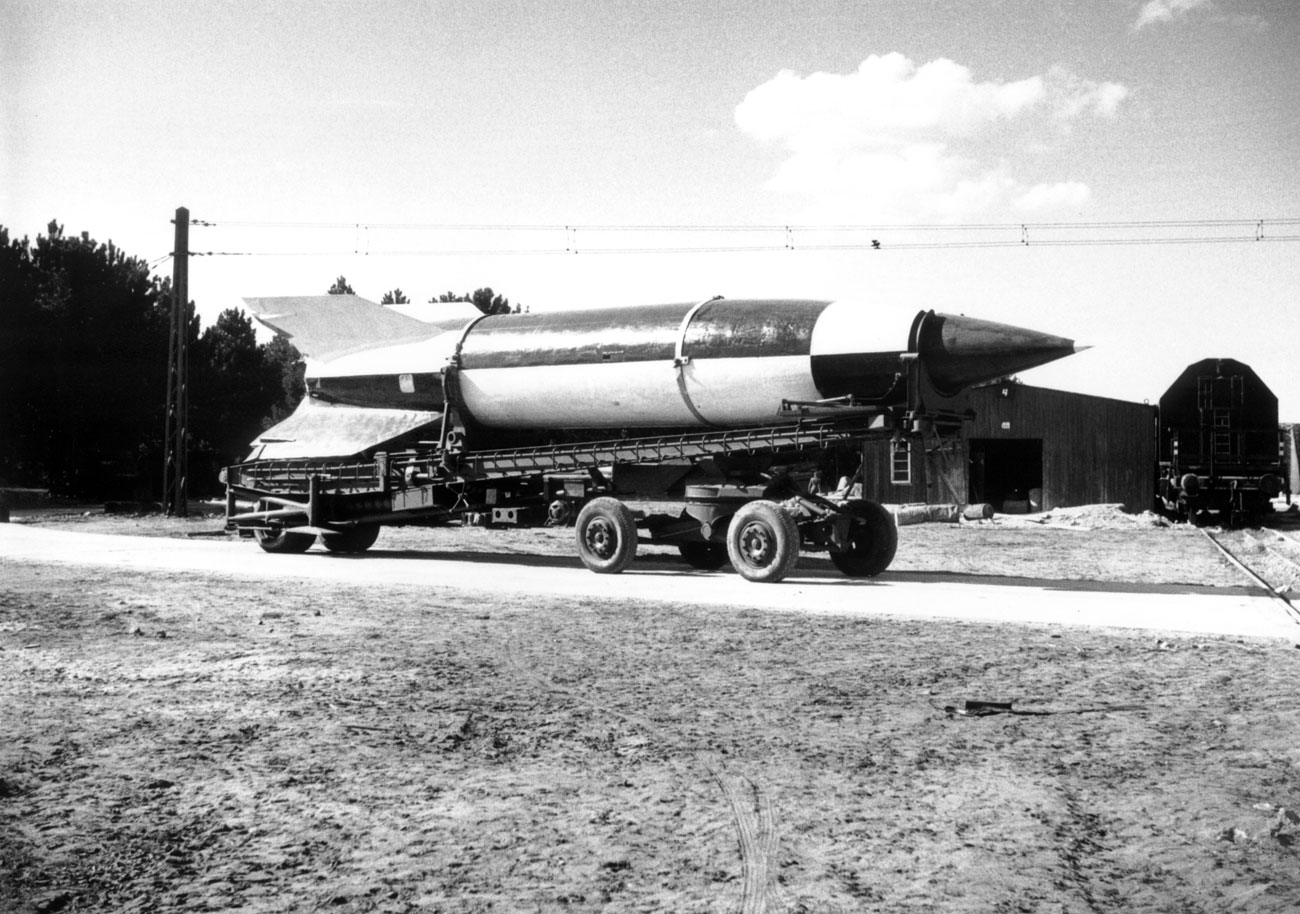
Meillerwagen
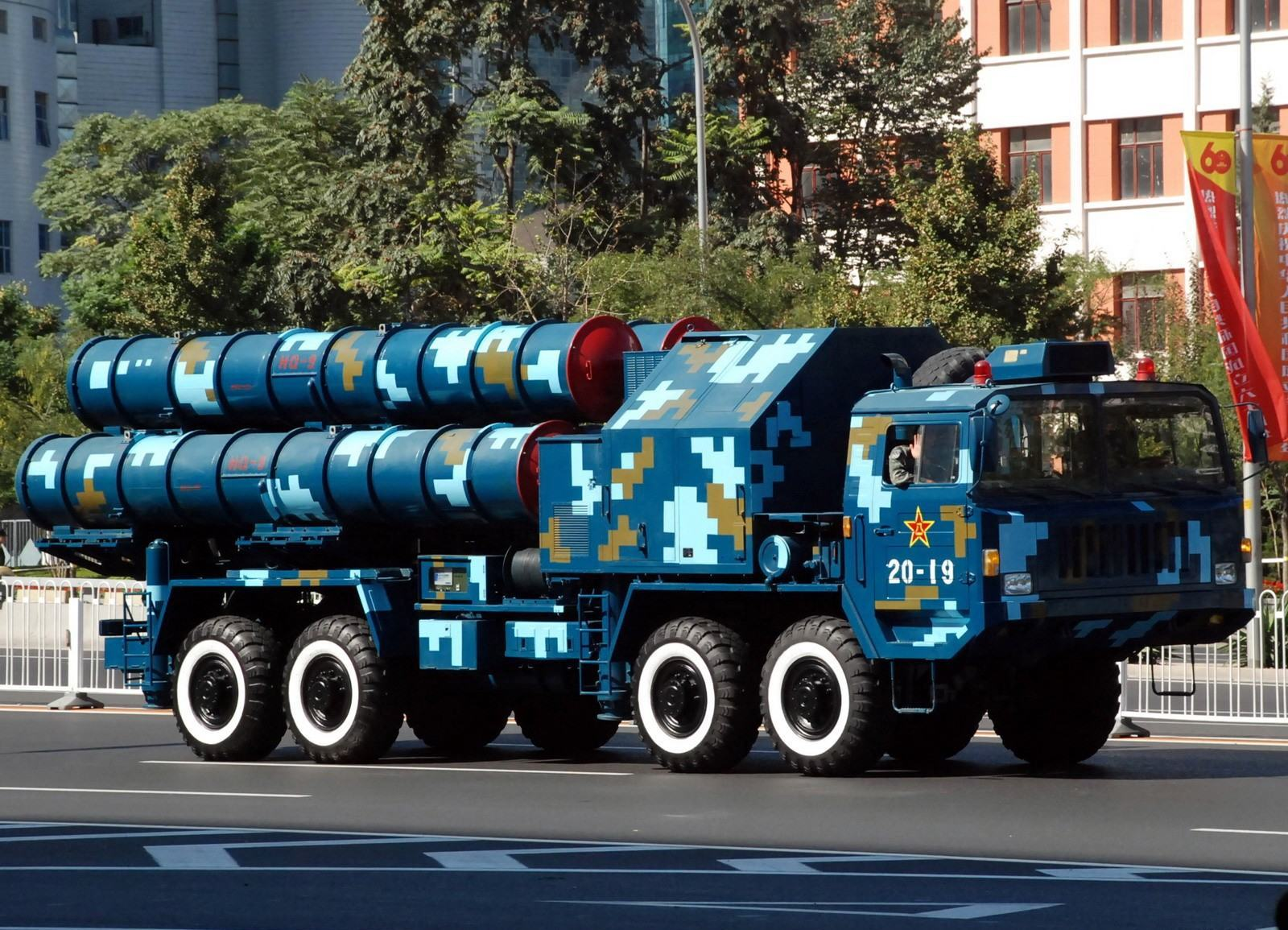
Un TA580/TAS5380 di fabbricazione cinese
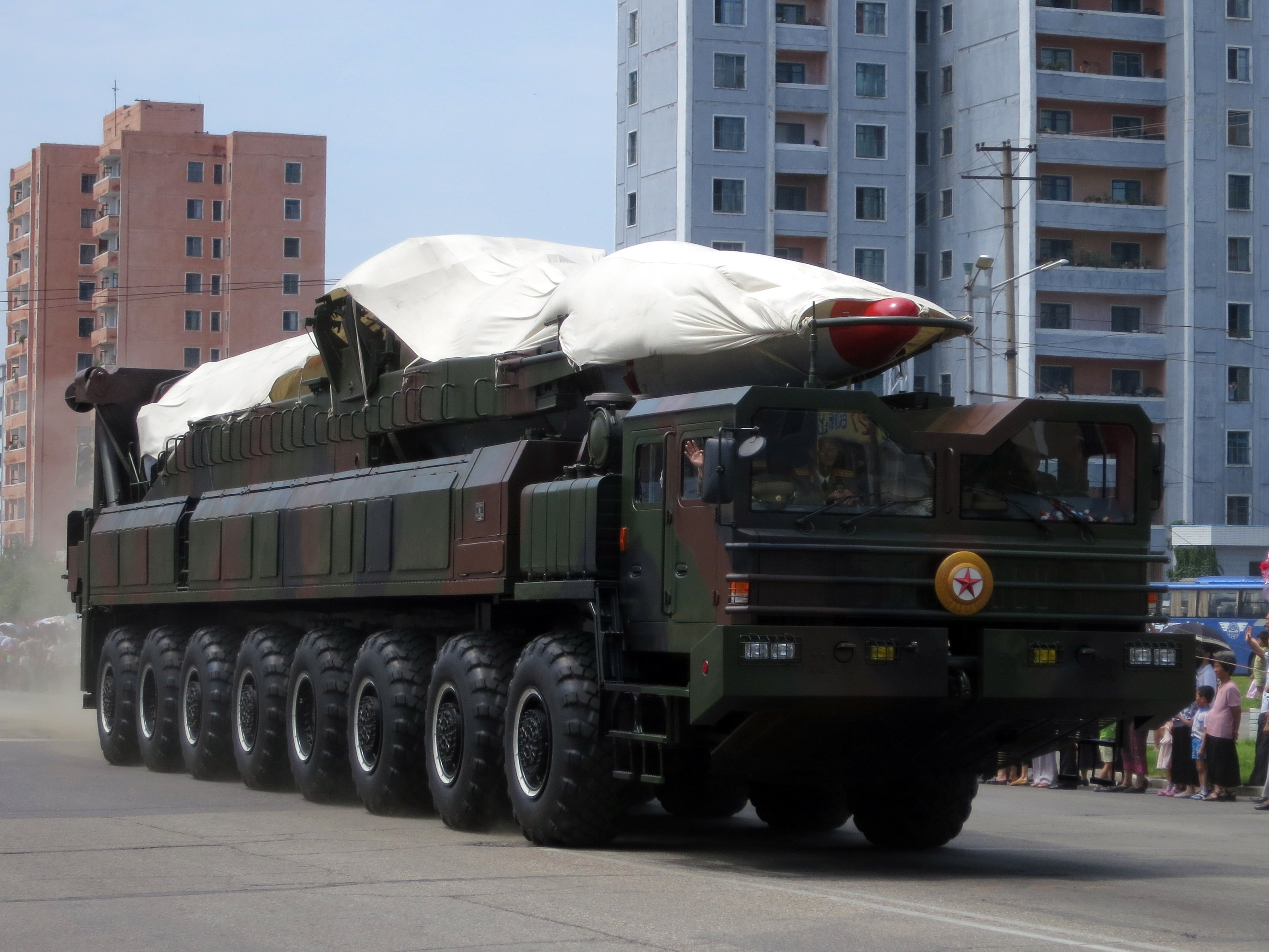
WS51200 di fabbricazione cinese (in foto esemplare in dotazione alle forze armate nordcoreane)
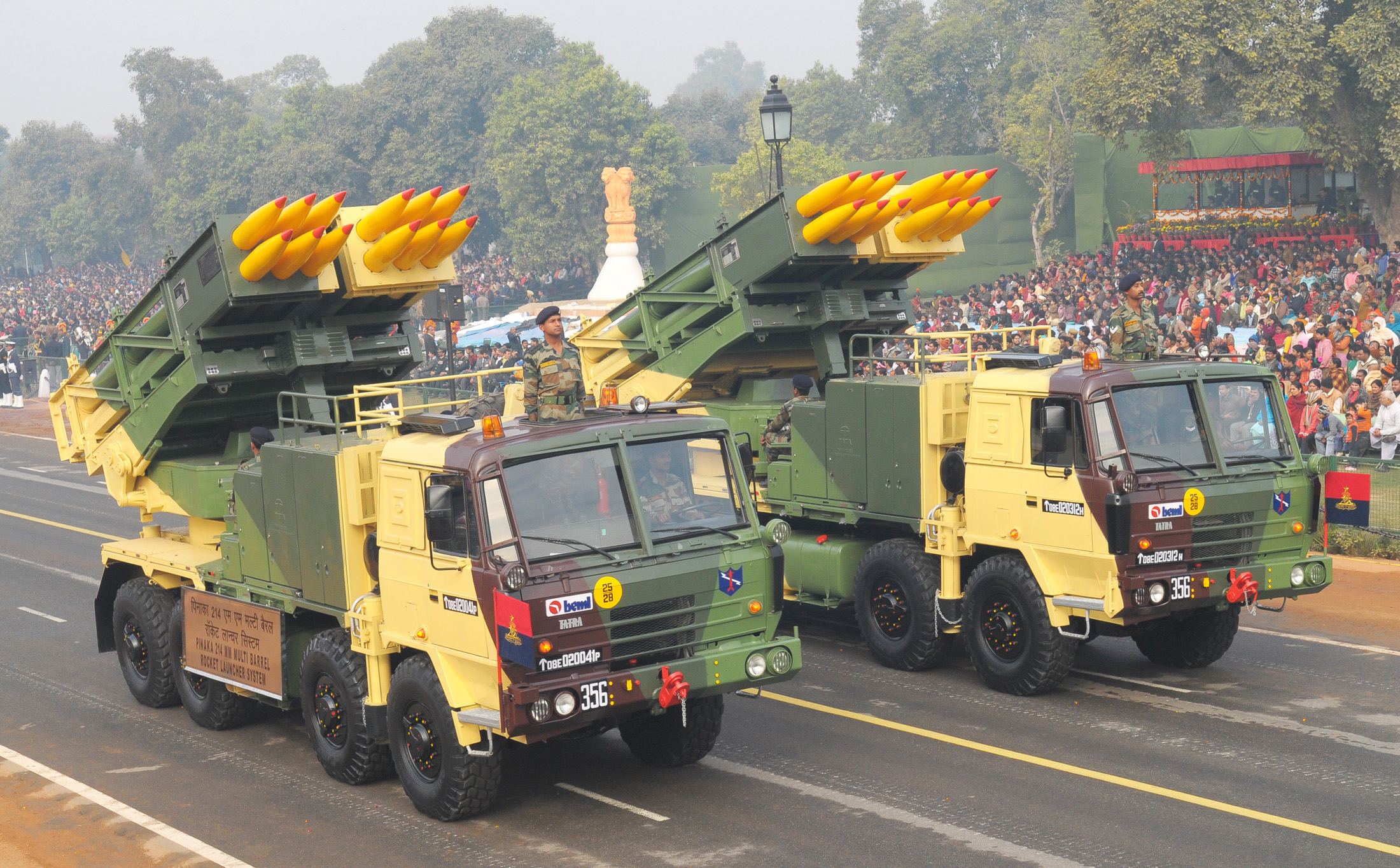
Pinaka
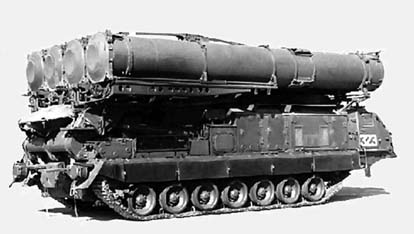
Un TELAR sovietico SA-12
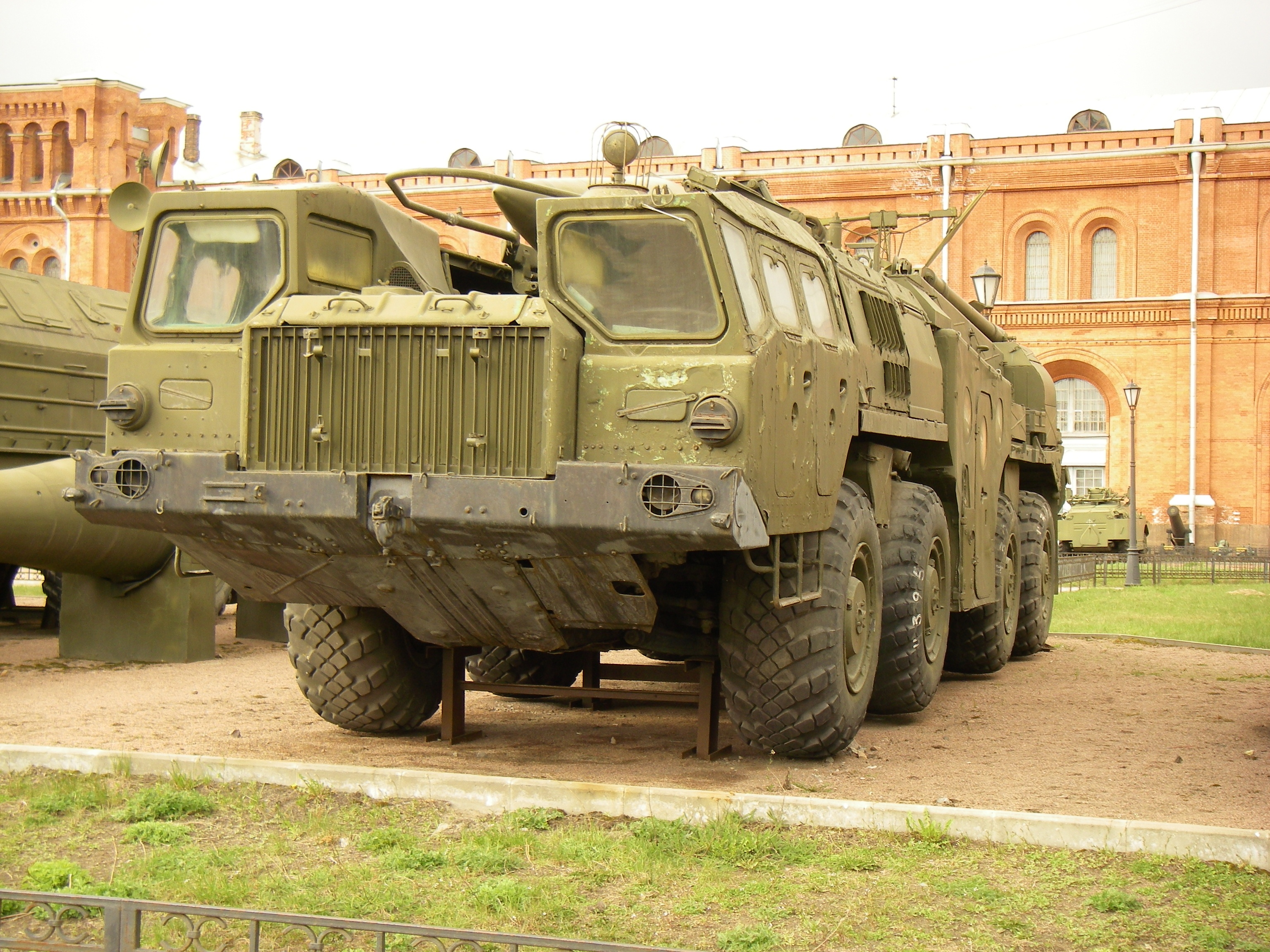
MAZ-543
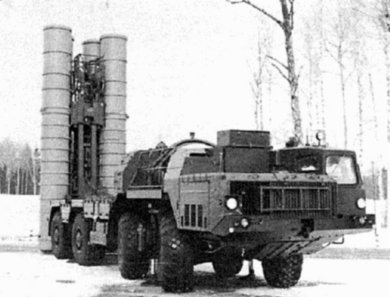
Un TEL SA-10 sovietico (S-300P)
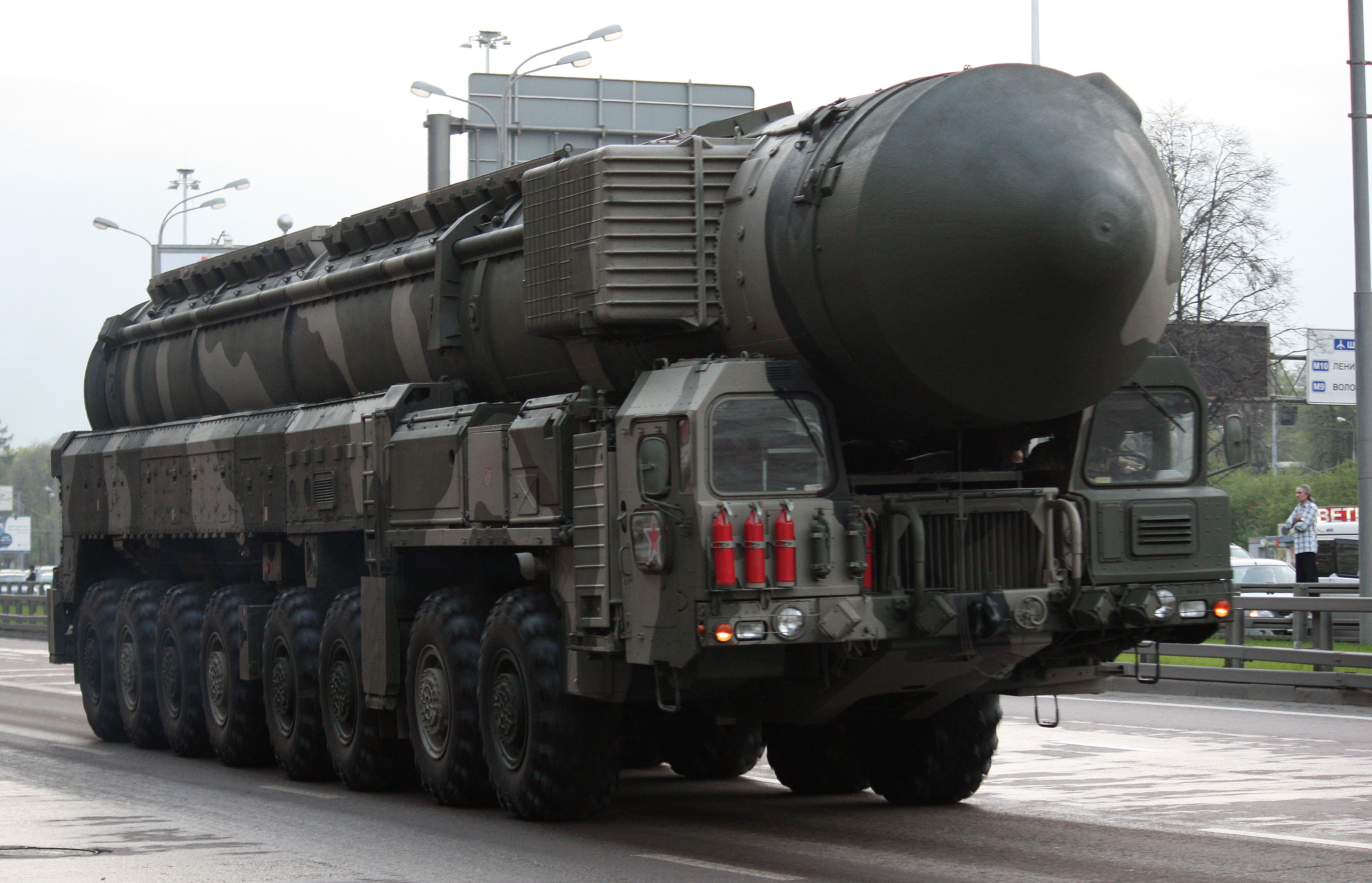
MAZ-7917
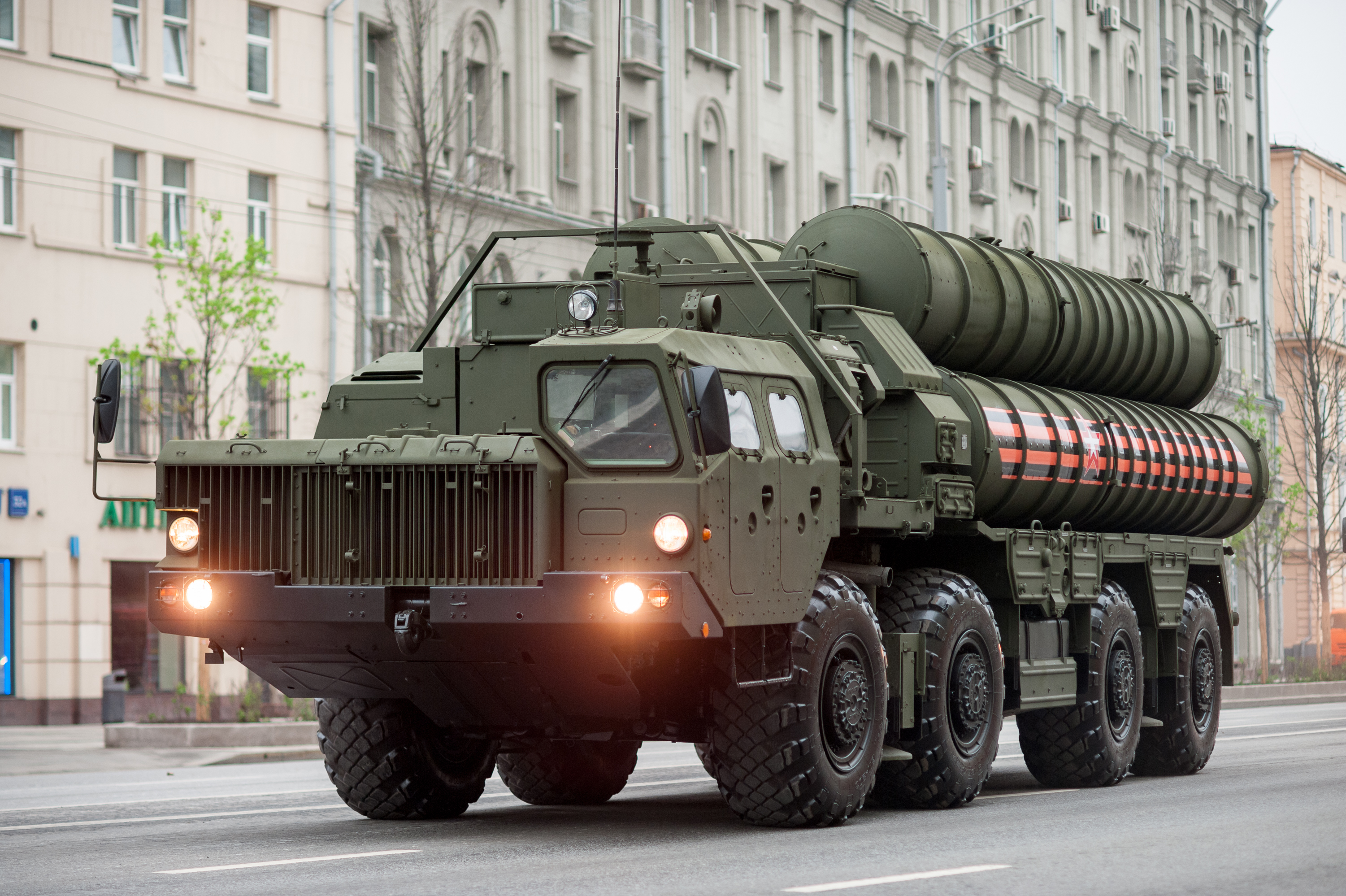
S-400
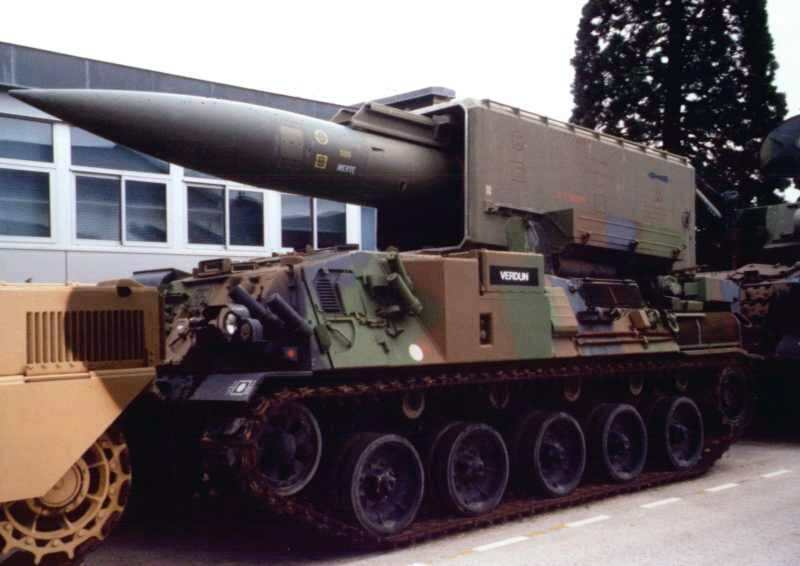
Un missile Pluton francese durante lo spostamento
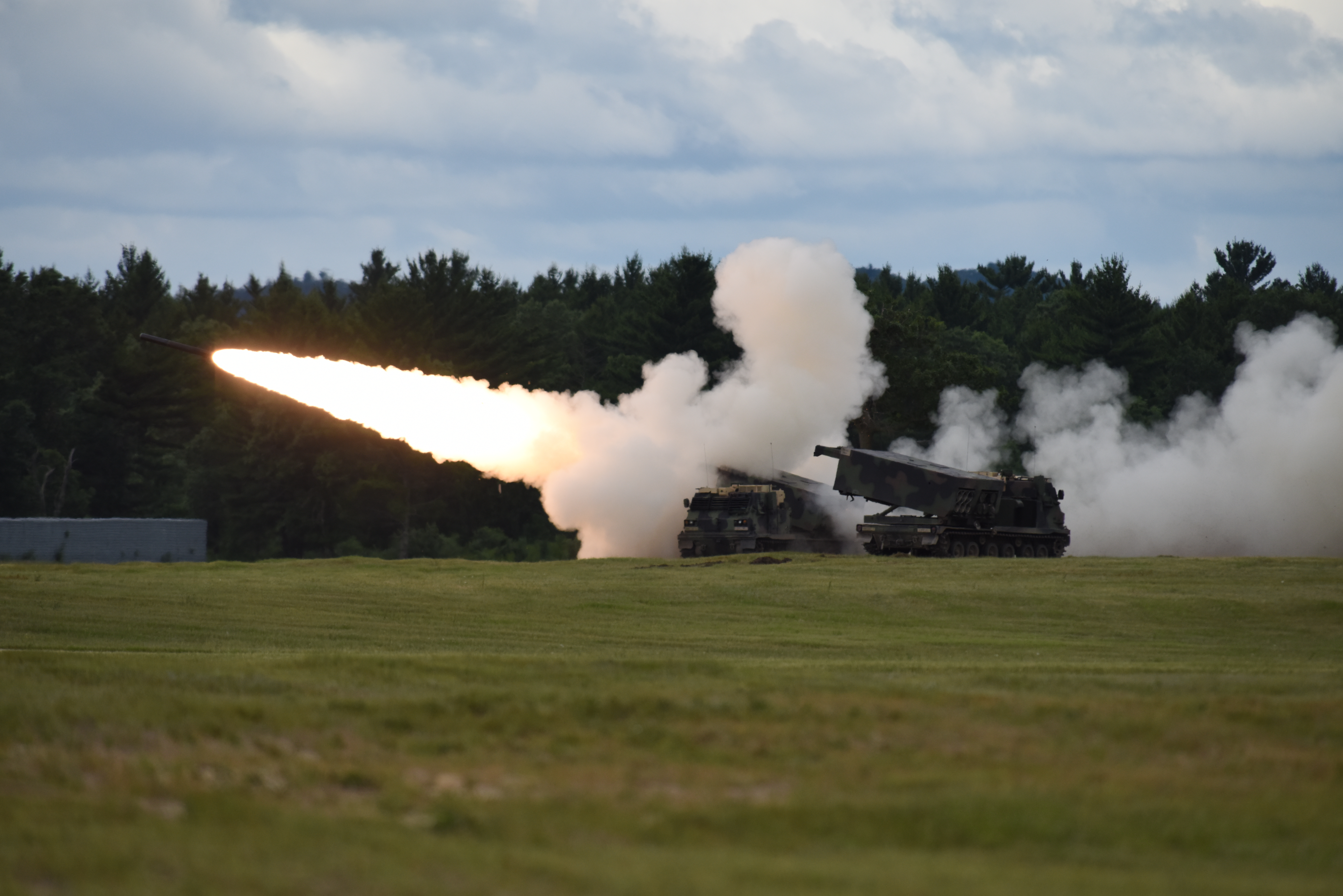
M270 Multiple Launch Rocket System
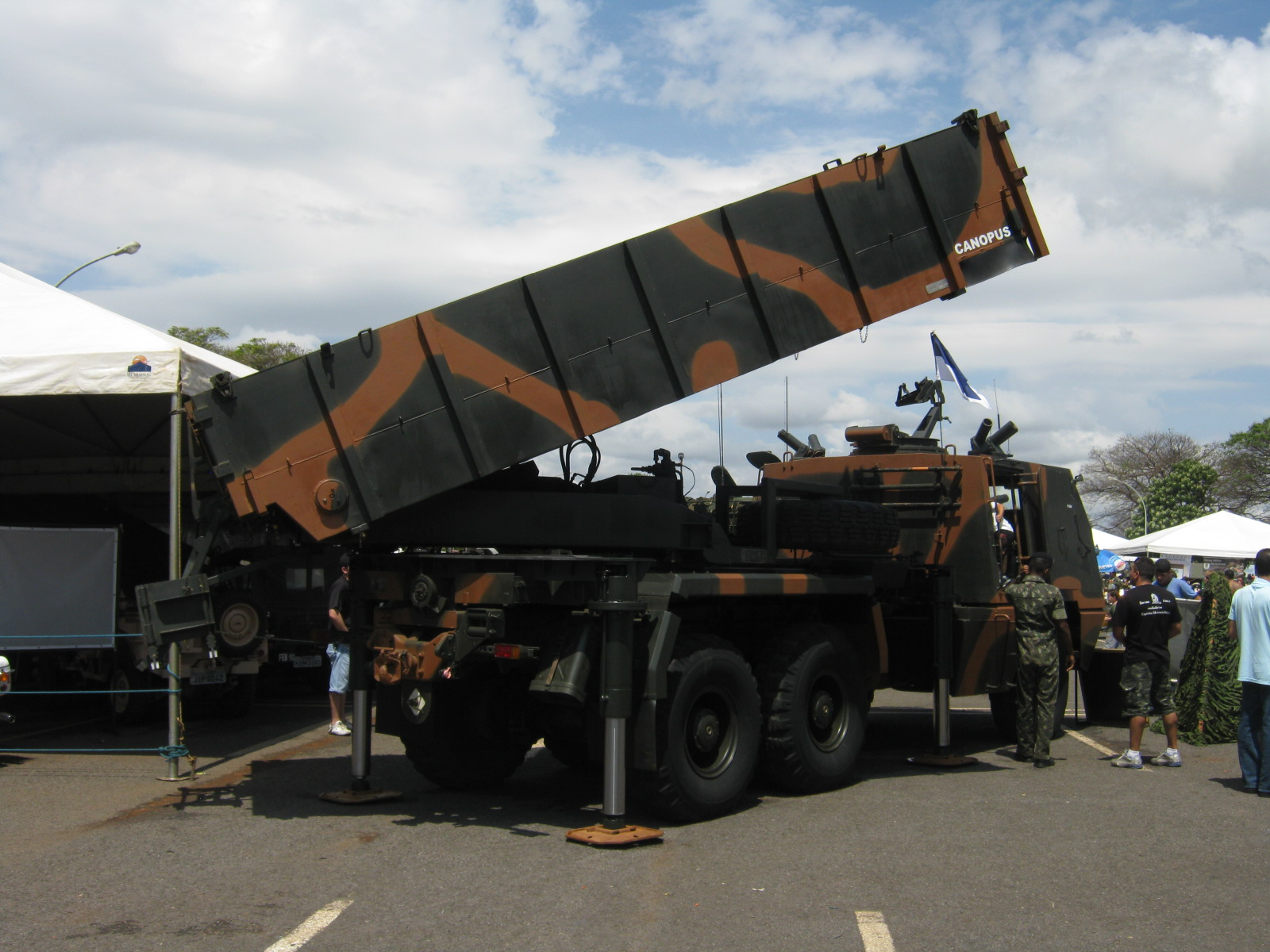
ASTROS
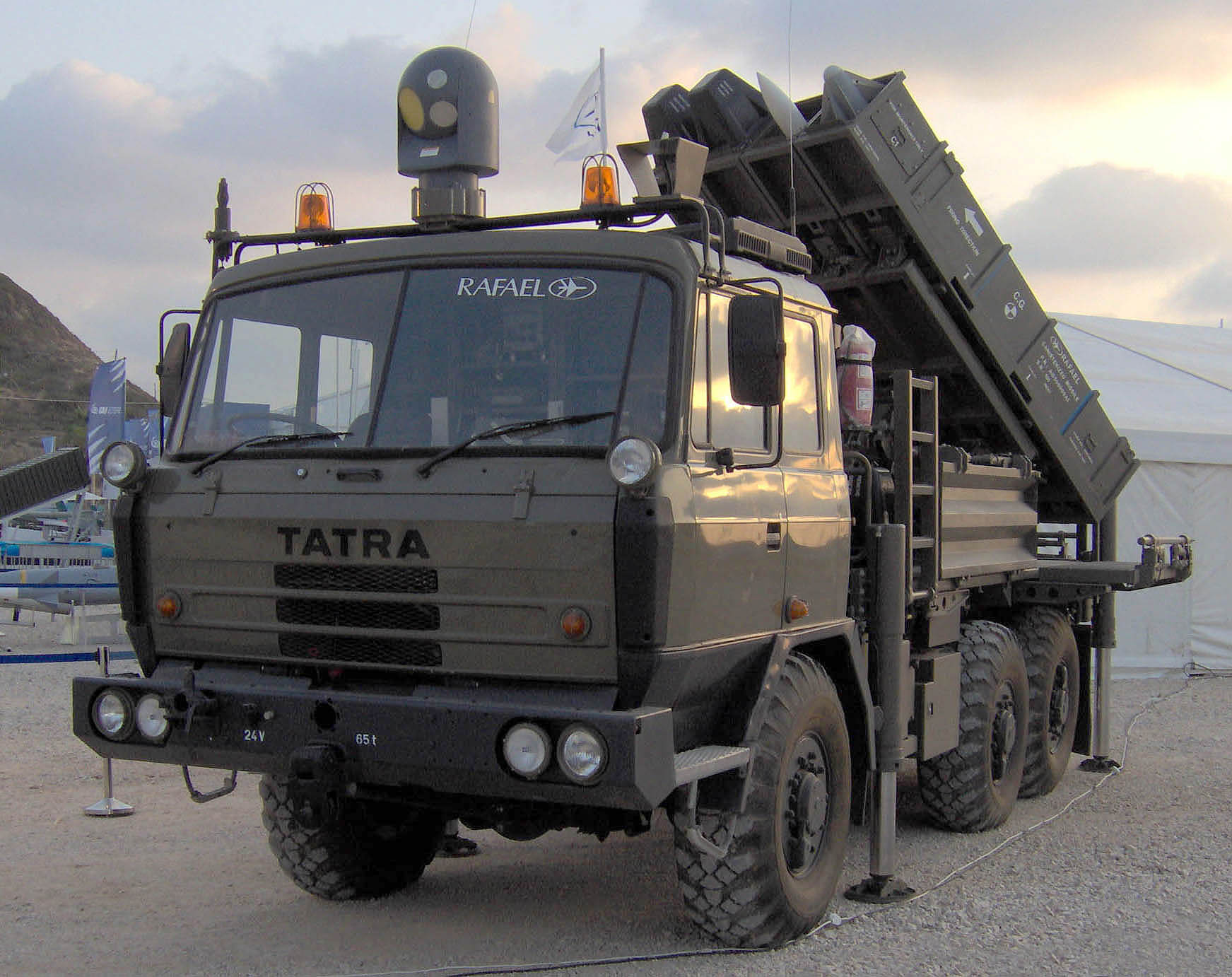
SPYDER